# Pertica Alta
Pertica Alta est une commune italienne de la province de Brescia, dans la région Lombardie.

## Administration
| Période                                  | Période  | Identité                  | Étiquette | Qualité |
| ---------------------------------------- | -------- | ------------------------- | --------- | ------- |
| Juin 2004                                | En cours | Denis Alessandro Zanolini |           |         |
| Les données manquantes sont à compléter. |          |                           |           |         |

## Démographie
| 1861 | 1871 | 1881  | 1891  | 1901  | 1921  | 1931  |
| ---- | ---- | ----- | ----- | ----- | ----- | ----- |
| 965  | 995  | 1 059 | 1 042 | 1 000 | 1 009 | 1 001 |

| 1936 | 1951 | 1961 | 1971 | 1981 | 1991 | 2001 |
| ---- | ---- | ---- | ---- | ---- | ---- | ---- |
| 989  | 962  | 883  | 777  | 706  | 596  | 608  |

### Communes limitrophes
Casto, Collio, Lodrino, Marmentino, Mura, Pertica Bassa, Vestone.